# Yle X3M
Yle X3M är en av två radiokanaler i Svenska Yle, som är den svenskspråkiga delen av Finlands public-service bolag för radio och TV, Yle. Radiokanalen har åldersgruppen 15-30 år som uttalad målgrupp och har ett omfattande musikinnehåll. Kanalen har varit aktiv sedan hösten 1997, då Yles svenska radiosändningar fick två separata kanaler.
Kanalen var en av de första finländska radiokanalerna som inledde strömning av radiomaterial på internet. Detta skedde 1998.
Kanalens namn X3M skall betraktas som en omskrivning av extrem. Radiokanalen hade även en community, som 23 januari 2008 hade 25 700 medlemmar. I januari 2011 omvandlades communityn till en bloggsida. Den 21 februari 2013 meddelades på X3M:s hemsida att bloggsidan helt läggs ner den 21 april 2013, men nedläggningen sköts fram till maj 2013.
I november 2007 dök nyheten upp att Yle skulle lägga ned Extrem som del av de inbesparingar som Yle är tvingade till i och med bortfall av TV-licenspengar. Detta ledde till omfattande protester från publiken, och den 27 november beslutade Yles förvaltningsråd att X3M får fortsätta.
2013 började Yle X3M också med webb-tv. Webb-tv:n fick namnet X3M TV och går att se på x3m.yle.fi. De lägger också upp videor på Youtube. Bland annat sänds Sex & Sånt på X3M TV.

## Frekvenser
- Helsingfors: 98,9 MHz
- Bötombergen: 98,6 MHz
- Esbo: 98,9 MHz
- Euraåminne: 99,4 MHz
- Fiskars: 102,5 MHz
- Hammarland: 105,2 MHz
- Kronoby: 99,7 MHz
- Lappo: 95,2 MHz
- Mariehamn: 104,3 MHz
- Pernå: 102,2 MHz
- Sund: 104,9 MHz
- Vasa: 97,3 MHz
- Åbo: 98,2 MHz

## Program
- X3M Morgon (vardagar)
- Supernova (vardagar)
- X3M Eftermiddag (vardagar)
- X3M Förfest (fre)
- Nattklassiskt (alla dagar)
- X3M Nonstop (alla dagar)
- X3M:s bästa (vardagar)
- Verkligheten i P3 (mån)
- X3M Metall (tis)
- Yle Sportens NHL-podd (ons)
- My och Anka är planka (tor)
- Fatta grejen (lör)
- Radiosporten dokumentär (lör)
- X3M Retro (lör)
- Ted & Kaj (sön)
- 66h och 6min med Kjell (ibland)

## Programledare
- Fanny Lundin
- Joel Rönn
- Kjell Simosas
- Walter Fellman
- Jesper Petell
- Henzo
- Nadine "Nadde" Baarman
- Emilie Nordström
- Alma Lüttge
- Alva Stenman